# Lyginopteridales
Die Lyginopteridales sind eine paläozoische Ordnung der ausgestorbenen Pflanzengruppe der Samenfarne. Die Gruppe ist bis heute relativ schlecht bekannt, sie spielte jedoch wissenschaftshistorisch eine wichtige Rolle bei der Erkennung der Gruppe der Samenfarne.
Die Lyginopteridales sind eine heterogene und wohl auch künstliche Gruppierung. Gemeinsame Merkmale, die bei den meisten Vertretern vorkommen, sind die Struktur der Stele und das Vorhandensein eines Sklerenchyms in der Rinde. Die Stelen stellen Übergangsformen von denen der Calamopityales zu echten Eustelen dar. Jüngere Formen besitzen zunehmend mehr Parenchym. Die frühen Samenfarne wie die Lyginopteridales dürften aus Progymnospermen, etwa den Aneurophytales, hervorgegangen sein.

## Lyginopteris

### Vegetative Merkmale
Lyginopteris besitzt Sprossachsen mit bis 4 cm Durchmesser. Die Sprossachse ist eine Eustele, sie hat ein zentrales, parenchymatisches Mark, in dem sich verstreut Nester von sklerotischen Zellen befinden. Um das Mark sind fünf bis zehn primäre Xylem-Stränge angeordnet. Das Xylem ist mesarch, die Tracheiden des Metaxylems besitzen vielreihige Tüpfel. Die Menge an sekundärem Xylem ist im Vergleich zum Stammdurchmesser relativ bescheiden. Das sekundäre Xylem besteht aus großen Tracheiden mit eckig umrandeten Tüpfeln in den Radialwänden. Bei manchen Exemplaren befindet sich eine geringe Menge an sekundärem Xylem an der Mark-Seite, es gab also ein zweites Kambium, das Xylem zur Innenseite hin bildete. Gut erhaltene Stämme besitzen dünnwandige Zellen an der topographisch dem Phloem entsprechenden Stelle, Siebplatten wurden allerdings keine beobachtet. An das Phloem nach außen hin schließt sich eine Zone von Zellen an, die als Perizykel interpretiert werden, und in der ebenfalls sklerotische Zellen eingebettet sind. Nach außen schließt ein Periderm an. Die Rinde ist in zwei Zonen geteilt: die innere ist selten erhalten und besteht vor allem aus Parenchym, die äußere Rinde ist relativ breit, umfasst Parenchym und radial angeordnete Faserbänder, die sich in Längsrichtung über den Stamm erstrecken. Diese Bänder anastomosieren netzartig.
Bei jungen Stämmen von Lyginopteris sind an der Epidermis zahlreiche vielzellige Drüsen zu beobachten, die auch auf allen anderen Pflanzenteilen mit Ausnahme der Wurzel zu finden sind. Die Drüsen sind rund 3 mm lang, haben eine breite Basis und einen drüsigen Kopf. Am Stiel der Drüse befinden sich Stomata. Die Epidermis des distalen Endes besteht aus röhrenförmigen Zellen, die ein sekretorisches Gewebe umgeben.
Die Blattspuren entstehen durch eine tangentiale Teilung eines Stranges des primären Xylems. In der Rinde teilt sich die Blattspur, um sich in der Basis des Blattstiels wieder zu vereinen. Das entstehende Bündel hat eine V- oder W-Form. Blattstiele mit dieser Anatomie werden in die Formgattung Lyginorachis gestellt. Die Blätter stehen in einer 2/5-Anordnung, die einzelnen Blätter verzweigen sich unterhalb der untersten Fiedern gabelig. Die Seitenfiedern stehen gegenständig oder annähernd gegenständig, der große Wedel ist auffällig zweidimensional. Die Fiederblättchen entsprechen der Formgattung Sphenopteris. Sie sind gelappt und wechselständig angeordnet.
Die Wurzeln sind Adventivwurzeln. Sie entspringen an allen Seiten des Stammes, manchmal in senkrechten Reihen. Sie sind triarch bis polyarch und besitzen sekundäres Xylem. Die Wurzeln von Lyginopteris werden häufig als Formgattung Kaloxylon geführt.

### Samen-Organe
Die Samen-Organe von Lyginopteris sind – sofern sie als mineralisierte Fossilien erhalten sind – als Lagenostoma bekannt. Die Samenanlage ist ellipsoidisch mit einer Länge von rund 5,5 mm und einer Breite von bis zu 4,2 mm. Das Integument besteht aus dickwandigen Zellen in zwei Schichten: die inneren Zellen sind in Längsachse der Samenanlage gestreckt, die äußeren sind radial orientiert. Am Mikropylen-Ende bildet das Integument eine Kappe aus neun Lappen, die von je einem Leitbündel versorgt werden. Die dickwandigen Zellen sind von einem schmalen dünnwandigen Parenchym bedeckt, das jedoch fossil meist nicht erhalten ist.
Der innere Teil des Integuments ist mit dem Nucellus verwachsen, mit Ausnahme des distalen Endes. Hier besitzt der Nucellus eine flaschenförmige Struktur (Lagenostom), das relativ locker eine parenchymatische zentrale Säule umgibt. Das Lagenostom dürfte über die Integumentlappen hinausgeragt haben. Die Zentralsäule könnte eine Rolle bei der Produktion eines Bestäubungstropfens oder anderweitig in der Weiterleitung der Pollenkörner zu den Archegonien gespielt haben. Die Struktur wird auch dahingehend gedeutet, dass Pollen in der Pollenkammer eingeschlossen wurde. In gut erhaltenen Exemplaren ist der Megagametophyt, umgeben von einer dünnen Sporenwand, zu erkennen. Er ist differenziert in einen äußeren Bereich aus länglichen Zellen und einen inneren Bereich aus isodiametrischen Zellen. Nahe dem distalen Ende liegen bis zu drei Archegonien, denen die Halszellen fehlen.
Die Samenanlagen saßen einzeln in Cupulae. Werden sie ohne Samenanlagen gefunden, werden sie der Formgattung Calymmathotheca zugeordnet. Die Cupula ist tulpenförmig, besteht aus mehreren Lappen, die im unteren Bereich verwachsen sind und an der Außenseite gerunzelt sind. Die Außenseite trägt die für Lyginopteris charakteristischen kopfchentragenden Drüsen. Die Lappen werden von je einem Leitbündel versorgt. Die Samen werden sehr häufig alleine, ohne Cupula, vorgefunden, daher wird vermutet, dass sie zur Reife aus der Cupula entlassen wurden. Die Cupulae sitzen jeweils an den Enden von verzweigten Achsen.

### Pollenorgane
Es sind keine Pollenorgane bekannt, die eindeutig Lyginopteris zugeordnet werden können. Crossotheca wird häufig als das Pollenorgan angesehen, jedoch lediglich auf Grund der Verbindung zu den Blättern Sphenopteris und dem stratigraphischen Vorkommen. Sie wird aber auch als eusporangiater Farn interpretiert. Sie besteht aus Fiederblättern, deren Fiederblättchen fertil und pfeilförmig sind. An der Unterseite sitzen bis 30 je 4 mm lange Sporangien. Die Pollenkörner haben einen Durchmesser von 70 Mikrometer und sind trilet (haben eine dreistrahlige Narbe). An der Basis der Fiederblätter sitzen Fiederchen vom Typus Pecopteris oder Sphenopteris.
Feraxotheca könnte eine andere Erhaltungsform von Crossotheca sein. Die Achsen sind hier dreifach verzweigt, die Fiedern letzter Ordnung sind wechselständig. Die Fiederblättchen sind stark reduziert, auf einem parenchymatischen Kissen sitzen 6 bis 10 aneinandergepresste, längliche Sporangien. Das Zentrum des Synangiums ist hohl, in diese Höhlung erfolgte die Entleerung der Sporangien. Die Pollenkörner sind 40 bis 60 Mikrometer groß, trilet und mit kleinen Kegeln besetzt. Sterile Fiederblättchen bei Feraxotheca culcitaus sind gelappt und besitzen dichotom verzweigte Leitbündel.

## Weitere Stamm-Gattungen
Etliche weitere Stamm-Gattungen werden zu den Lyginopteridales gestellt. 
- Heterangium ähnelt Lyginopteris, kommt aber in Nordamerika und Europa vor. Die Stämme haben einen Durchmesser von 2 cm und sind wenig verzweigt. Sie haben eine Protostele, die aus Tracheiden-Bündeln und Parenchym besteht. Bei Heterangium grievi gehen große Metaxylem-Tracheiden an der Peripherie in kleinere, Tracheiden über, die in rund 20 mesarchen Xylemsträngen stehen. Um diese primäre Xylem gibt es ein Band sekundären Xylems. Bei vielen Heterangium-Stämmen ist das Phloem erhalten. Heterangium americanum besitzt primäres und sekundäres Phloem: das primäre sind kleine Gruppen von Zellen am Rande des sekundären. Dieses ist stark entwickelt und übertrifft das Xylem in Breite. Es besteht aus langgestreckten Siebzellen, Phloemparenchym und Phloemstrahlen, die die Xylemstrahlen fortsetzen. Die Rinde von Heterangium ist zweigeteilt: die innere Zone besteht aus Parenchym mit gleichmäßig verteilten Platten von dickwandigen Zellen, die äußere aus längsorientierten Fasern in einem Parenchym eingebettet. Die Blätter gehören zum Sphenopteris-Typ. Funde aus dem Oberen Mississippium besitzen verzweigte Blattstiele und Blätter von Rhodea-Typ: sie besitzen keine flache Blattspreite, die Enden der Fiedern bestehen aus dichotom verzweigten, sterilen Segmenten.
- Microspermopteris ist aus Nordamerika und Deutschland bekannt. Die kleinen Stämme besitzen eine pentarche Protostele, wobei die Metaxylem-Keile durch radial angeordnete Parenchymplatten getrennt sind. Das Protoxylem befindet sich an den Seiten der Parenchymplatten am Rand des Xylems. In den dickeren Stämmen gibt es sekundäres Xylem. Die Blätter stehen in 2/5-Phyllotaxis und besitzen große, stammumfassende, V-förmige Blattbasen. Die Blätter gehören zum Sphenopteris-Typ. Die Wurzeln sind triarch und besaßen vielleicht auch sekundäres Xylem. Adventivwurzeln sind häufig zu beobachten.
- Bei Schopfiastrum aus dem Mittleren Pennsylvanium besteht das primäre Xylem aus zwei bis vier Protoxylem-Strängen, die vom Metaxylem umgeben sind. Letzteres besteht aus großen Tracheiden und wenigen, verstreuten Parenchymzellen. Die Protostele ist im Querschnitt oval. Das sekundäre Xylem ist breit und besitzt Holzstrahlen. Durch die innere Rinde und das Phloem reichen große Kanäle von 1 mm Durchmesser, die mit einem bernsteinfarbenen Material gefüllt sind, das von manchen Autoren für Harz gehalten wird. In der äußeren Rinde gibt es längsgerichtete Sklerenchym-Fasern.
- Gattungen aus dem Unteren Karbon, die den Lyginopteridales zugeordnet werden, sind Rhetinangium, Tetrastichia mit kreuzförmiger und Tristichia mit dreieckiger Protostele.
- Pitys, ebenfalls aus dem Unteren Karbon, ist eine Gattung mit mehreren Arten großer Waldbäume mit teils über einem Meter Durchmesser. Die Zugehörigkeit zur Ordnung ist jedoch sehr unsicher, ebenso wie die von Eristophyton mit 25 cm Durchmesser und Stanwoodia.

## Weitere Samen und Cupulae
Die Zahl der Samenformen, die den Lyginopteridales zugeordnet werden, ist wesentlich größer als die der Stammformen. Außer Lagenostoma ist jedoch keine der Samenformen in physischem Zusammenhang mit anderen Organen gefunden worden. 
- Sphaerostoma ovale aus dem Unterkarbon Schottlands wird als zur Heterangium grievii angesehen. Die Samenanlagen sind rund 2,5 mm lang, das Integument ist dreischichtig mit einer faserigen Mittelschicht (Sklerotesta). Die Samenanlage wird von der Cupula eng umschlossen.
- Salpingostoma dasu aus der Vulkanasche der Oxroad Bay (Schottland) ist bis 5 cm lang bei einem Durchmesser von 6 mm. Das Integument hat sechs Längsrippen, die an der Spitze in freien Lappen enden. Pollenkammer und Lagenostom sind ähnlich wie bei Lagenostoma. Der in den Samenanlagen gefundene Pollen ist mit 104 Mikrometer groß.
- Conostoma umfasst etliche Arten aus dem Oberen Karbon von Europa und Nordamerika. Die Samen sind radiärsymmetrisch mit maximal einem Zentimeter Durchmesser. Das Lagenostom ist torusförmig. Conostoma kestospermum hat ein ungewöhnliches Integument. Die Sklerotesta besteht aus zwei Zonen: die Zellen der äußeren Zone stehen senkrecht zur Längsachse und bilden ausgeprägte, unregelmäßige Bänder, die um den Samen laufen.
- Weitere Samen sind Coronostoma, Physostoma, Calathosperma und Gnetopsis.

## Weitere Pollenorgane
Pollenorgane sind wesentlich weniger gut bekannt als die Samen. Neben Crossotheca/Feraxotheca gibt es noch einen zweiten Typ von Pollenorganen: bei Telangium und Telangiopsis, die im Oberen Tournaisium erstmals auftreten, sitzen die Pollenorgane an monopodial verzweigten Strukturen, die möglicherweise einen Teil eines vegetativen Wedels oder den ganzen Wedel ersetzten. Telangium scottii ist in Großbritannien weit verbreitet und besteht aus 1,7 mm langen Synangien aus acht dickwandigen, basal verwachsenen Sporangien. Telangium-Fossilien aus Illinois bestehen aus acht radial angeordneten Sporangien, die ein becherförmiges Synangium mit einem parenchymatischen Zentrum bilden. Telangiopsis ähneln Telangium, sind jedoch als Kompressionsfossilien erhalten. Die Sporangiengruppen stehen an den Enden von dichotom oder monopodial verzweigten Achsen, die keine Blattspreiten besitzen.
Die jüngeren Phacelotheca aus Schottland sitzen an Stielen, bei Mellissiotheca, ebenfalls aus Schottland besteht das Synangium aus 50 bis 150 Sporangien in einem parenchymatischen Polster. Ihr ähnelt Schopfiangium aus Nordamerika.
Dichotangium quadrothecum aus dem Unteren Karbon besteht aus istom verzweigten Ästchen, anderen Spitzen Synangien stehen, die flache Strukturen aus 12 oder 24 nicht verschmolzenen Sporangien sind. Ein Sporangium ist rund 2 mm lang mit zugespitztem Ende. Diese Strukturen werden den Blattwedeln von Diplopteridium holdenii zugeordnet, die aus doppelt bis dreifach gegabelten Wedeln besteht. Die Fiederblättchen sind flach und stark zerschlitzt.
Frühe Pollenorgane wie Telangium ähneln stark denjenigen von Progymnospermen. Die Entwicklung von den Progymnospermen-Sporangien zu Telangium kann als die Bildung einer ebenen Wedelstruktur, die ihre Synangien an der Blattunterseite trägt, interpretiert werden.

## Botanische Geschichte
Das Vorhandensein der charakteristischen Drüsen auf allen Pflanzenorganen von Lyginopteris hat es Oliver und Scott 1904 ermöglicht, aus Einzelteilen die Gesamtpflanze zu rekonstruieren. Damit wurde die Existenz der Samenfarne etabliert.

## Belege
- Thomas N. Taylor, Edith L. Taylor: The Biology and Evolution of Fossil Plants. Prentice Hall, Englewood Cliffs 1993, ISBN 0-13-651589-4, S. 494–522.